# دارکوب راه‌راه
دارکوب راه‌راه (نام علمی: Veniliornis lignarius) گونه‌ای از پرندگان در زیرتیرهٔ Picinae از خانواده دارکوبان (Picidae) است که در آرژانتین، بولیوی و شیلی یافت می‌شود.

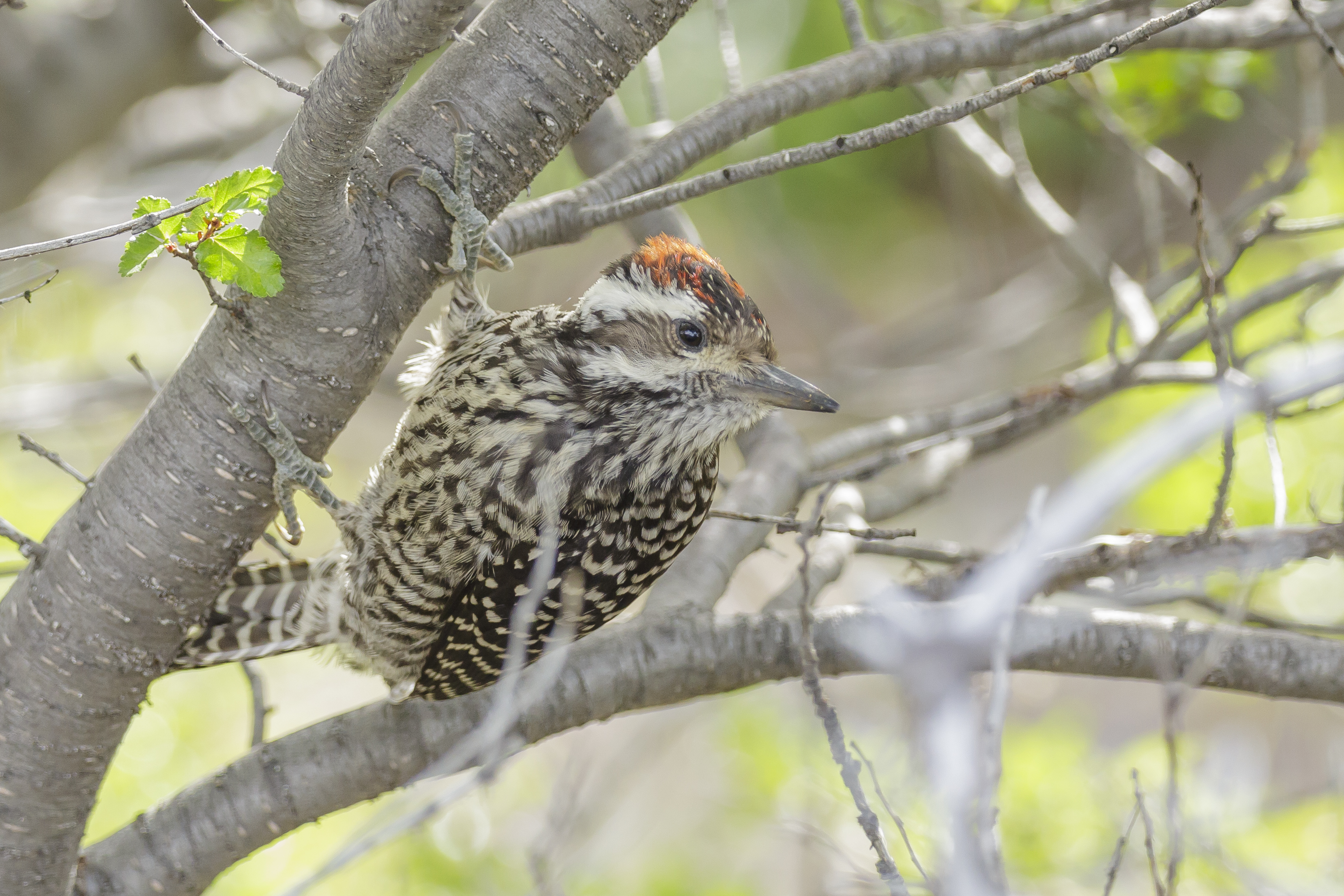
دارکوب راه‌راه در پارک ملی تورس دل پین، شیلی